# Thelypteris meniscioides
Thelypteris meniscioides là một loài thực vật có mạch trong họ Thelypteridaceae. Loài này được (Liebm.) C.F. Reed miêu tả khoa học đầu tiên năm 1968.